# 波德比斯基足球俱樂部
波德比斯基足球俱樂部（波蘭語：TS Podbeskidzie Bielsko-Biała）是波蘭的一家職業足球俱樂部。位於別爾斯科-比亞瓦。球隊參加波蘭足球甲級聯賽的賽事。

## 外部連結
- 官方网站
- Profile on 90minut.pl （页面存档备份，存于）